# ドブリ・ボジロフ
ドブリ・ボジロフ（Добри Хаджиянакев Божилов、1884年6月13日 - 1945年2月1日）は、ブルガリアの政治家。第二次世界大戦中（1943年9月14日 - 1944年6月2日）、首相を務めた。

## 経歴
コテル出身。1902年、スヴィショフの貿易中学校を卒業し、銀行に勤める。1922年～1935年、ブルガリア銀行役員、1935年～1938年、総裁。同時にソフィア大学で経済と金融を講義した。
1938年11月14日、財務相に任命。ボリス3世の死後、1943年8月～9月、ボグダン・フィロフと共に摂政となった。1943年9月14日、フィロフと政府議長を交代。親独政策を取り続け、反体制派への弾圧を強化した。
1944年6月1日、ボジロフ内閣は総辞職し、イヴァン・イヴァノフ・バグリアノフを首班とする内閣が組閣された。
1945年1月1日、ブルガリア人民裁判所により死刑を言い渡され、処刑。
| 公職                               | 公職                                              | 公職                        |
| ---------------------------------- | ------------------------------------------------- | --------------------------- |
| 先代 ペトル・ガブロフスキ （代行） | ブルガリア王国 閣僚評議会議長 第40代：1943 - 1944 | 次代 イヴァン・バグリャノフ |